# Lafayette Square (Saint-Louis)
Pour les articles homonymes, voir Lafayette et Lafayette Square.
Lafayette Square est un parc ainsi que le nom d'un quartier du centre de Saint-Louis, dans le Missouri, aux États-Unis. Ce nom fut choisi en l'honneur du marquis de Lafayette.

## Historique
Lafayette Square est le plus ancien jardin public de la ville de Saint-Louis. Il a été créé par ordonnance en 1836, quelques années après la visite du marquis de La Fayette aux États-Unis, en hommage à cette personnalité française de la Révolution américaine, mort en 1834. 
Le parc Lafayette s'étend sur 12 hectares. Il est situé dans le quartier historique de la vieille ville de Saint-Louis datant de l'époque de la Louisiane française. Ce quartier est aujourd'hui un lieu résidentiel et protégé. 

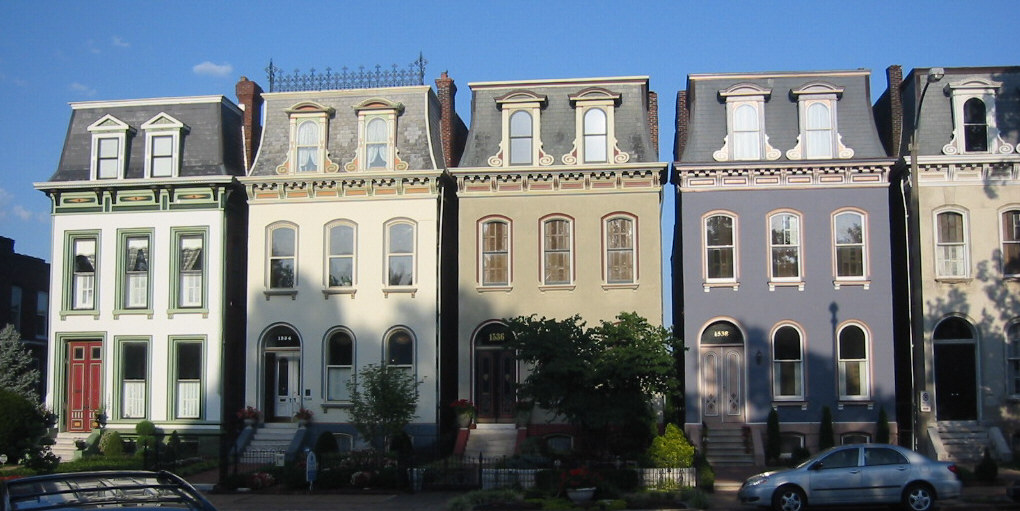
Maisons, de style français, à Lafayette Square.